# 扒马褂
《扒马褂》是传统相声名段，根据《笑林广记》中的《圆谎》改编，一般为三人共同演出的群口相声。

## 内容
历来《扒马褂》表演者众多，但内容大多是甲因爱慕虚荣向丙借来马褂穿在身上，丙对乙撒下荒诞不经的谎言（例如“骡子掉进茶碗里淹死”、“窗外飞进一只无头烤鸭”、“大风把井刮到墙外”等），甲为了不让丙收回马褂被迫替丙圆谎；最后，由于丙的谎言越来越离奇（如“蛐蛐的头有八仙桌那么大”），甲被逼无奈提前还回马褂，表示不愿再替丙圆谎。
相声的内容也随着时代发展而有所调整，例如侯耀文等人演出的版本变成了借汽车、郭德纲等人改编成借手机等。